# 阿尔弗雷德·扎格德
阿尔弗雷德·扎格德（德語：Alfred Sageder，1933年9月29日—2017年），奥地利男子赛艇运动员。他曾代表奥地利参加1956年、1960年和1964年夏季奥林匹克运动会赛艇比赛，获得一枚银牌和一枚铜牌。